# Книпович, Евгения Фёдоровна
Евгения Фёдоровна Книпович (14(26) сентября 1898, Санкт-Петербург — 13 ноября 1988, Москва) — советский литературовед, критик.

## Биография
Дочь Фёдора Михайловича Книповича (1858—1918), юриста, чиновника, служившего в Сибири и Финляндии, и Ольги Христофоровны Книпович (в девичестве Лимаренко; ? — 1940). Братья: Константин и Сергей. Сестра: Вера (в 1929—1937 гг. — первая жена историка и социолога Б. Ф. Поршнева).
Окончила гимназию Э. П. Шаффе и Высшие курсы языка и литературы в Петрограде (1918). Близкая подруга Александра Блока в 1918—1921 гг. Н. А. Павлович вспоминала: «Утром (7 августа 1921 г.) ко мне вошла Женя Книпович. Она вернулась с Московского вокзала: по просьбе Любови Дмитриевны она должна была поехать в Москву хлопотать о визе для сопровождения Александра Александровича в Финляндию в санаторий. Она позвонила к Блокам и узнала, что час назад Александр Александрович скончался».
В 1923—1929 гг. руководила Ассоциацией (с 1927 г. Комиссия) по изучению творчества Александра Блока в составе ГАХН (Государственной академии художественных наук). По характеристике Иванова-Разумника, «очень милая девушка, немного par trop декадентизирующая Блока и символизм, я бы сказал даже — зашибленная Блоком, но очень милая и верная». С 1922 г. живёт в Москве. С апреля 1925 г. служила в Публичной библиотеке им. Ленина. В течение 1920-х гг. проходит советскую перековку и с тех пор сохраняет верность официальной линии как жизненное кредо.
В начале 1930-х гг. работает по поручениям Льва Каменева, о чём писала сестре: «Я всё плотнее запутываюсь в сетях Каменева. Он этаким старым Черномором меня обольщает и убеждает, что литература и критика — тлен, что рапповцы — глупые мальчишки, и что с ним, занимаясь историческими делами, я буду как у Христа „в запасе“, никто меня не тронет и т. д. Он втягивает меня во все новые и новые предприятия и деньги, теперь, вероятно, будут постоянно и отпуск обеспечится»". Член СП СССР (1934).
Советский критик-ортодокс, влиятельный редактор в издательстве «Советский писатель». А. Ахматова в 1960-е гг. назвала её «настоящей леди Макбет», имея в виду профиль Книпович-издательского рецензента (она помешала, например, выходу поэтических книг Д. Кедрина, М. Петровых, А. Тарковского, самой А. Ахматовой и др.). О мемуарах Вс. Рождественского в издательской рецензии Книпович писала «Отсутствие исторической перспективы заставляет В. Рождественского без конца возиться со всякой мелкой дрянью. Какое мне, советскому читателю, дело до Оцупа, до Георгия Иванова, Георгия Адамовича, Ирины Одоевцевой, Валериана Чудовского и прочих мелких бесов всех мастей, завершивших свой путь либо в эмиграции, либо за закрытой дверью пропыленных интеллигентских квартир? Но ещё горше читать те страницы, которые посвящены Гумилеву… <…> как человек, личность, гражданин Гумилев, по-моему, не имеет права присутствовать в книге советского автора. По той простой причине, что он — белогвардеец, враг, контрреволюционер, казненный советской властью» Об Арсении Тарковском в издательской рецензии на рукопись первой (не вышедшей) книги писала: «А. Тарковский принадлежит к адептам того „черного пантеона“, который воздвигнут в умах и сердцах довольно многих его сверстников. Гумилев, Мандельштам, Ходасевич соблазнили немало народу…»
Персонаж эпиграммы М. Петровых: «У Книпович, у Павлович вышла склока из-за Блока».
В начале 1960-х гг. покровительствовала А. Белинкову. В 1970-х гг. работала с молодыми авторами. Один из них, И. Шайтанов, вспоминал позднее: «Она была воплощением литературной среды, в которую мы входили, — старейший критик, один из влиятельнейших литераторов, но над всем этим парило — последняя любовь Блока, с кем поэт собирался ехать в Финляндию, но помешала смерть. Ко времени нашей встречи былая красота лишь угадывалась в поразительного — какого-то фиалкового цвета — помертвевших глазах». Была дружна с поэтом Н. Тихоновым.
Награждена орденами Октябрьской революции, Трудового Красного Знамени, медалями. Похоронена на Кунцевском кладбище. Дата рождения на могильном памятнике обозначена так: 27.07.10.1898.

## Творчество
Печататься начала в 1922 г., одна из первых работ — статья о. А. Блоке. Активно занималась литературно-критической и литературоведческой работой, писала о советских и иностранных авторах, рассматривая их как «явление эпохи», с ортодоксальных советских позиций. В 1930-е гг. активно участвовала в литературной дискуссии вопрекистов и благодаристов, боролась против авторов журнала «Литературный критик», отстаивая ту точку зрения, что писатель может адекватно постичь действительность только благодаря своему революционному мировоззрению. Одной из первых в СССР написала о Ф. Кафке, введя его имя и творчество в советский контекст на основе присущих Кафке «боли за униженность человека» и «горечи самоосуждений».
В наиболее ценных в литературном наследии Книпович ее воспоминаниях и дневниковых записях о поэте А. Блоке он представлен как деятель советской эпохи, активно включившийся в строительство советской культуры, но с интересными подробностями.

## Сочинения
- Генрих Гейне. М., 1931
- Гейне как политический лирик. М., 1932
- В защиту жизни. М., 1958
- «Разгром» и «Молодая гвардия» А.Фадеева. М., 1964
- Сила правды. М., 1965
- Художник и история. М., 1968
- Ответственность за будущее. М., 1973
- Мужество выбора. М., 1975
- За 20 лет. М., 1978
- Жизнь и память. М., «Советский писатель», 1984
- Об Александре Блоке. Воспоминания. Дневники. Комментарии. М., «Советский писатель», 1987